# تعمية بقصيدة
التعمية بالقصيدة هو أحد أساليب التعمية البسيطة وغير الآمنة، وقد كانت هذه الطريقة تستخدم من قبل جهاز العمليات الخاصة (SOE) للتواصل مع عملائه ضمن الأراضي الأوروبية التي كان يحتلها النازيون.
يتفق المرسِل والمرسَل إليه على قصيدةٍ محددةٍ بشكل مسبق، يختار المرسِل عدداً معيناً من الكلمات بشكل عشوائي من القصيدة ويعطي لكل حرف من الكلمات المختارة رقماً. ثم تستخدم هذه الأرقام مفتاحاً لبعض الرموز التي تخفي النص الأصلي للرسالة. التعمية المستخدمة غالباً ما كانت إبدالية بشكل مزدوج. وفي بداية الرسالة تظهر مجموعة من المؤشرات لتدل المتلقي على الكلمات المختارة.

## الوصف
يختار العميل كلماتٍ من القصيدة لتعميتها، حيث تبدأ كل قصيدة معماة بمجموعة مؤشرات مؤلفة من خمسة حروف، والتي بدورها تدل على الكلمات الخمس التي اختيرت من قبل العميل لتعمية الرسالة.
تُكتب الكلمات بالتسلسل وتُرقم حروفها لتُنشئ مفتاح الإبدال لتعميةالرسالة.
على سبيل المثال: إن استخدمت الكلمات التالية: YEO THOMAS IS A PAIN IN THE ARSE, فإن مفتاح الترميز سيكون التالي: 25 5 16، 23 8 17 13 1 20، 10 21، 2، 18 3 11 14، 12 15، 24 9 6، 4 19 22 7. حيث مواقع الظهور الأولى للأحرف في الجملة A ثم B .. إلى آخره.
وهذا يحدد الترتيب الذي يستخدم للتعمية (25-> 1، 5-> 2). أولاً يُرتب نص الرسالة الأصلي في أعمدة، ثم تُرتب هذه الأعمدة، فيظهر ترتيب الأسطر.
مثلًا في هذا النص: "THE OPERATION TO DEMOLISH THE BUNKER IS TOMORROW AT ELEVEN"، سيكتب بالشكل التالي على ورق بياني (مقسم إلى مربعات):
TPTTMSEKSOWLN
HEIOOHBETRAEA
ERODLTURORTVX
OANEIHNIMOEET
(يتطلب مفتاح الإبدال أعلاه رسائل أطول والتي يجب أن تحتوي 25 عموداً و25 صفاً على الأقل).
فحوصات الأمان: كإجراء أمني إضافي يُضيف العميل أخطاء متفق عليها مسبقاً في النص بمثابة فحوصات أمنية. على سبيل المثال قد يكون هناك خطأ مقصود في كل حرفٍ ثامنَ عشر. وهذا كان من باب الحرص فإن قُبض على العميل أو تم ايجاد القصيدة فقد ينقلها العدو دون تفتيش أمني.

## تحليل
ميزة هذه التعمية هي توفير أمان قوي نسبياً دون الحاجة إلى أي برنامج نعمية.
بالرغم من ذلك فقد تكون عملية التعمية عرضةً للخطأ عند إجرائها يدوياً، كما يجب أن يكون طول الرسائل 200 كلمة على الأقل لأسباب أمنية. عادة ما يكون الفحص الأمني غير فعال: فإذا اعتُرض رمزٌ استخدم لمرة واحدة سابقاً وفُك تعميته فسوف تُكشف الفحوص الأمنية السابقة وغالباً ما سيعذب العميل حتى يعترف.
كما أن هناك عدداً من نقاط الضعف الأخرى:
- نظراً لإعادة استخدام القصيدة ذاتها، فإن حالة فك تعمية رسالة واحدة بأي وسيلة كانت (بما في ذلك التهديد أو التعذيب أو حتى استخراج المعمى) يجعل الرسائل السابقة والمستقبلية قابلة للقراءة.

- إذا استخدم العميل ذات الكلمات لتعمية القصيدة لإرسال عدد من الرسائل المماثلة، يمكن اكتشاف هذه الكلمات بسهولة بواسطة محللي العدو. إذا أمكن تحديد الكلمات على أنها مستمدة من قصيدة أو اقتباس مشهور، فيمكن حينئذٍ قراءة كل حركة المرور المستقبلية المرسلة في شيفرة القصيدة هذه. نجحت وحدات التعمية الألمانية في فك رموز العديد من القصائد من خلال البحث ضمن مجموعات شعرية.

- بما أن القصائد المستخدمة يجب أن تكون سهلة الحفظ ليسهل استخدامها من قبل العميل فكان الميل الأكبر لاستخدام شعر مشهور أو شعر لشعراء معروفين، ما زاد من إضعاف التحليل (على سبيل المثال وكلاء SOE غالباً ما كانوا يستخدمون شعر شكسبير وراسين وتينيسون وموليير وكيتس وغيرهم).

## التطوير
حين عُيّن ليو ماركس مسؤول رموز للعمليات الخاصة (SOE) في لندن خلال الحرب العالمية الثانية فقد أدرك بسرعة ضعف التقنية المستخدمة وما ترتب على ذلك من ضرر للعملاء ومؤسساتهم في القارة، فبدأ بالضغط ليُحدث تغييراً. في النهاية بدأ جهاز العمليات الخاصة باستخدام المؤلفات الأصلية (التي لا توجد في أي مجموعة منشورة من القصائد لأي شاعر) لتوفير حماية إضافية. في كثير من الأحيان كانت القصائد تحوي نوعاً من روح الدعابة أو فاضحة جنسياً لجعلها لا تنسى. وكان هناك تحسين آخر يتمثل في استخدام قصيدة جديدة لكل رسالة، حيث كانت تكتب القصيدة على القماش بدلاً من حفظها غيباً.
تدريجياً استبدل جهاز العمليات الخاصة رمز القصيدة بأساليب أكثر أماناً. كانت مفاتيح الحل (WOKs) أول تحسين رئيسي - اختراع العلامات. WOKs هي مفاتيح إبدال مرتبة مسبقاً تُعطى للعملاء ما يؤدي للاستغناء عن القصيدة. حيث تُعمَّى كل رسالة على مفتاح واحد، والذي كان يكتب على حرير خاص. ثم يتم التخلص من المفتاح عن طريق تمزيق قطعة الحرير بعد إرسال الرسالة.
أحد مشاريع ماركس والذي أطلق عليه اسم «عملية Gift-Horse» عبارة عن مخطط خداعي يهدف إلى إخفاء حركة مرور رمز WOK الأكثر أماناً بإظهاره على شاكلة حركة مرور لرمز القصيدة، حتى يظن المحللون الألمان أن رسائل "Horsed Gift" كانت سهلة الحل على عكس الواقع. وقد تم ذلك عن طريق إضافة مجموعات مؤشرات مكررة خاطئة إلى مفاتيح WOK، لتُظهر أن العميل قد كرر استخدام كلمات معينة من قصيدة التعمية الخاصة به. حيث كان هدف Gift Horse إضاعة وقت العدو، فقد نُشر قبل إنزال النورماندي، في الوقت الذي تزايدت فيه حركة التعمية بشكل كبير.
في نهاية المطاف تم استبدال رمز القصيدة بنظام لوحة المرة الواحدة (OTP)، وتحديداً رسالة لوحة المرة الواحدة (LOP). حيث يُزود العميل بسلسلة من الرسائل ومربع استبدال. حيث كان يكتب النص الأصلي تحت السلسلة على اللوحة. فتشير أزواج الحروف في كل عمود (مثلP ، L) إلى حرف مميز على المربع (Q). ولا يتم استخدام ذات اللوحة مرة ثانية ولكن يمكن إعادة استخدام مربع الاستبدال دون فقد الأمان. وهذا مكّن الترميز السريع والآمن للرسائل.